# Tim Commerford
Tim Commerford właściwie Timothy Robert Commerford (ur. 26 lutego 1968 w Irvine) – amerykański basista, znany przede wszystkim z występów w zespole Rage Against the Machine. W latach 2001–2007 grał w zespole Audioslave. Natomiast od 2016 roku współtworzy formację Prophets of Rage. 

## Życiorys
Jego ojciec był inżynierem lotnictwa. Pracował w komunikacji powietrznej. Jego matka była matematyczką. Rodzice rozwiedli się, a ojciec ponownie się ożenił. Po tym wydarzeniu matka Commerforda przeprowadziła się do Sacramento w stanie Kalifornia. Zmarła na nowotwór mózgu, kiedy miał 20 lat.
Zack de la Rocha i Tim poznali się w szkole podstawowej. Za namową Zacka, Tim zaczął grać na gitarze basowej.
Tim ma na swoim ciele sporą kolekcję tatuaży, wliczając w to kompozycje zdobiące jego kark, ramiona i klatkę piersiową.
Tim jest namiętnym fanem jazzu, oraz uwielbia jeździć po górach, trudnych terenach, na swoim rowerze górskim. Jego umiłowanie do rowerów zostało nawet naznaczone wewnętrznej stronie okładki do płyty The Battle of Los Angeles.

## Incydent podczas MTV Video Music Awards 2000
Nagroda MTV Video Music Award for Best Rock Video miała być za chwilę wręczona. Rage Against the Machine, tak jak i wiele innych zespołów zostało nominowane. W tym roku jednak nagroda została wręczona zespołowi Limp Bizkit. Podczas wygłaszania przez Freda Dursta swojej przemowy w chwile po odebraniu nagrody, Tim wspiął się na sceniczne rusztowanie i miał zamiar wskoczyć na scenę. Fred Durst zareagował na to mówiąc, że Limp Bizkit było "najbardziej znienawidzonym zespołem na świecie". W chwilę po tym tekście realizator przerwał program i puścił reklamy. Zamierzeniem Tima był protest przeciwko przyznaniu nagrody mało, jego zdaniem, wartościowemu teledyskowi u Limp Bizkit, zamiast teledyskowi w reżyserii Michaela Moore'a do utworu Sleep Now in the fire.

## Filmografia
- Rush: Beyond the Lighted Stage (2010, film dokumentalny, reżyseria: Sam Dunn, Scot McFadyen)[4]
- Sound City (2013, film dokumentalny, reżyseria: Dave Grohl)[5]